# Malersaal

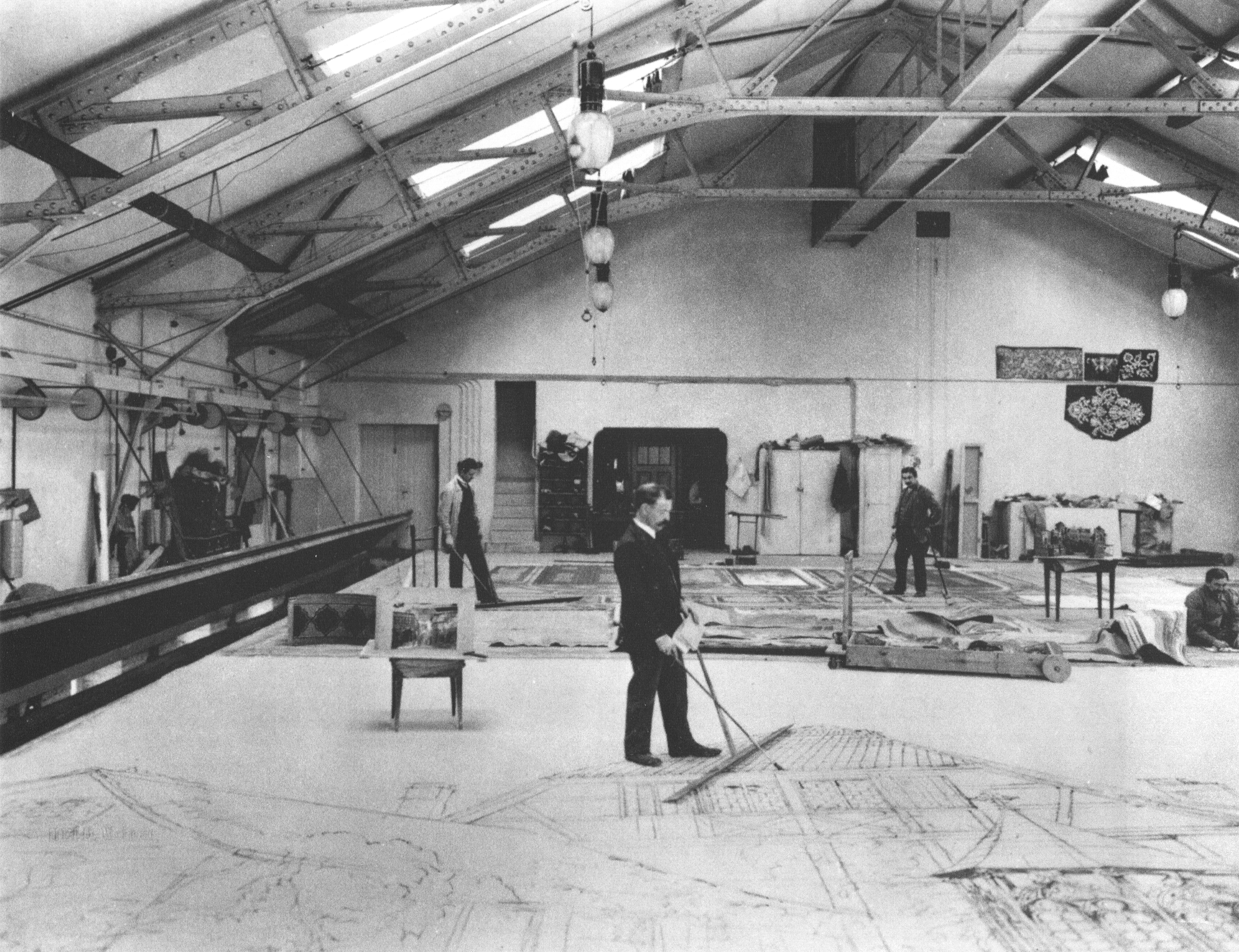
Kulissenmalsaal im 1907 erbauten Hoftheater Weimar, um 1911

Der Malersaal ist die größte Werkstatt eines Theaters. In ihm werden Kulissen und Prospekte von Theatermalern bemalt sowie größere Requisiten angefertigt, weshalb seine Ausmaße denen der Bühne entsprechen oder sie übertreffen. Um Handwerkern und Bühnenbildnern den Überblick zu ermöglichen, verfügen Malersäle meistens über eine Galerie.